# Game Over (bok)
Game Over är en bok skiven av David Sheff och Andy Eddy. Boken utgavs 1993 av Random House, med undertiteln : How Nintendo Zapped an American Industry, Captured Your Dollars, and Enslaved Your Children.
Boken återutgavs 1994 på Vintage Press med undertiteln Game Over: How Nintendo Conquered the World och 1999 på Cyberactive Media Group med undertiteln Game Over: Press Start to Continue - The Maturing of Mario.